# Аборигени (Древен Рим)
Аборигените/Аборигините (на гръцки: Ἀβοριγῖνες; на лат.: Aborigĭnes, Aborigines, Aborigeni), според древноримските историци и митолози се наричат най-старите жители на Централна Италия — коренното население на страната, противопоставено на колонистите. Вероятно името им произлиза от гръцката дума Βoρείγoνoι.
Преданието гласи, че така се нарича племето, живяло в Лациум и управлявано от цар Латин, при което дошъл Еней. Според някои автори аборигените живеели отначало в планинински обиталища, а по-късно се настанили край сабинския град Реате, откъдето прогонили сикулите.
Много от царете на аборигените са обявени за богове — Сатурн, Тибрис, Фаунус, Авентин, Пик и Латин, на чието име е наречена местността Лациум (Latium), а също народът и езикът (латински). Столицата на това царство е град Лаурентум.
Според легендата аборигените заедно с троянците са първоначалният народ на латините. Римският историк Юстин казва, че Ромул е абориген.
Общоприетата етимология на името (ab origine — „от началото“, т.е. „първоначален“), според която аборигените са коренното население, влиза в противоречие с някои древни автори, които ги смятат за древногръцки имигранти, а не за коренно население.. Други възможности за произхода на названието: arborigines — „родени от дървото“ и aberrigines — „номади“. Старогръцкият поет Ликофрон нарича жителите на Централна Италия „Boreigonoi“.
Според преданието Еней и неговите троянци получават радушен прием от аборигените при пристигането си в техните земи, а царят им Латин дава дъщеря си Лавиния за жена на Еней. Когато по-късно аборигени и троянци се изправят срещу обединените сили на рутулите и етруските, Еней нарича двата народа с едно общо име — латини, в чест на цар Латин, загинал скоро преди това в сблъсък с рутулите.